# 昆虫の森の大冒険 〜ふしぎな世界の住人たち〜
『昆虫の森の大冒険 〜ふしぎな世界の住人たち〜』（こんちゅうのもりのだいぼうけん ふしぎなせかいのじゅうにんたち）は、2005年8月11日にゲームボーイアドバンスのソフトとしてカルチャーブレーンから発売されたアクションバトルゲーム。

## 概要
プレイヤーは8月1日から8月30日（午前10時から午後6時）の夏休みの間、主人公を操作し、虫とり、魚釣り、ムシモンカードバトル等をしながら夏休みを過ごす。
一部キャラに同じカルチャーブレーン作品である『昆虫モンスター』シリーズからのゲスト出演も見られる。

## 登場人物
ヒカル
主人公。小学3年生の夏休みに祖父の家にやってきた。
はづき
ヒカルの従姉。ヒカルより歳が1個上で、お姉さんのように振る舞う。
特定のイベントを起こさなければ彼女と一緒に夏祭りを回ることが出来る。
叔母
ヒカルの叔母。昼間は畑仕事をしており、手伝うとお駄賃が貰える。
祖父
ヒカルの祖父。恐竜の研究をしている学者。
トモハル
はづきの家の近所に住んでいる男の子。水鉄砲を持っていると一緒に遊ぶイベントが起きる。
ヨーコ
はづきの家の近所に住んでいる女の子。学校で会うと水泳が出来る。
マサル
村のガキ大将。よく神社の近くに居て、虫対決が出来る。
ツネオ
マサルの子分。
アキコ
病院に入院している少女。
特定の時間に病院に訪れると会うことができ、イベントをこなすと一緒に夏祭りを回れるようになる。すべてのイベントをこなせばエンディングで手紙を貰える。